# Крепыш (мультфильм)
«Крепыш» — советский рисованный мультфильм, который создали Леонид Амальрик и Владимир Полковников в 1950 году.
Объединённые схожими творческими стремлениями, режиссёры нашли собственный стиль.

## Сюжет
Зимой в лесу Волк убивает мать щенка Крепыша. Тот полузамерзает, но получает приют Зайчихи. Всю зиму живёт Крепыш в заячьей семье, защищая её от хищников леса, весной помогает зайцам спастись от половодья, а потом с мужеством отбивает атаку оголодавшего Волка.

## Создатели
| Сценарий                   | Георгия Березко                                                                              |
| Режиссёры                  | - Леонид Амальрик - Владимир Полковников                                                     |
| Художник                   | Александр Трусов                                                                             |
| Композитор                 | Юрий Никольский                                                                              |
| Оператор                   | Николай Воинов                                                                               |
| Звукооператор              | Николай Прилуцкий                                                                            |
| Ассистент режиссёра        | И. Кульнева                                                                                  |
| Художники мультипликаторы: | - Надежда Привалова - Фёдор Хитрук - Татьяна Таранович - Вячеслав Котёночкин - Лидия Резцова |
| Художники прорисовщики:    | - Василий Рябчиков - Т. Гиршберг                                                             |
| Художники декораторы:      | - Вера Роджеро - Ирина Светлица                                                              |
| Ассистент по монтажу       | А. Фирсова                                                                                   |
| В ролях:                   | - Леонид Пирогов — хозяин Крепыша - Юрий Хржановский — щенок Крепыш                          |